# Barbus lineomaculatus
Barbus lineomaculatus és una espècie de peix cipriniforme de la família dels ciprínids.

## Morfologia
Els mascles poden assolir els 8,6 cm de longitud total.

## Distribució geogràfica
Es troba a Àfrica: rius Cunene, Okavango, Zambezi i Limpopo. És comú a Zimbàbue i Zàmbia. També present a l'Àfrica central i oriental.